# Прокушево
Прокушево (вепс. Šidjärv) — деревня в Ефимовском городском поселении Бокситогорского района Ленинградской области.

## История
Деревня Прокушево над Шидрозером упоминается в переписи 1710 года в Никольском Пелужском погосте Нагорной половины Обонежской пятины.

ПРОКУШЕВО (ШИДРОЗЕРО) — деревня Прокушевского общества, прихода Пелушского погоста. Озеро Шидрозеро.

Крестьянских дворов — 15. Строений — 21, в том числе жилых — 15. Жители занимаются рубкой, возкой и сплавом леса.

Число жителей по приходским сведениям 1879 г.: 48 м. п., 50 ж. п.

В конце XIX — начале XX века деревня административно относилась к Борисовщинской волости 5-го земского участка 3-го стана Тихвинского уезда Новгородской губернии.

ПРОКУШЕВО (ШИДРОЗЕРО) — деревня Прокушевского общества, дворов — 21, жилых домов — 21, число жителей: 54 м. п., 61 ж. п.

Занятия жителей — земледелие. Озеро Шидрозеро. Часовня. (1910 год)

С 1917 по 1918 год деревня входила в состав Борисовщинской волости Тихвинского уезда Новгородской губернии.
С 1918 года, в составе Череповецкой губернии.
С 1927 года, в составе Прокушевского сельсовета Ефимовского района.
По данным 1933 года деревня Прокушево входила в состав Прокушевского вепсского национального сельсовета Ефимовского района, административным центром сельсовета являлась деревня Чайгино.
По данным 1936 года в состав Прокушевского вепсского сельсовета входили 12 населённых пунктов, 149 хозяйств и 4 колхоза, административным центром сельсовета являлась деревня Прокушево.
С 1965 года, в составе Сидоровского сельсовета Бокситогорского района. В 1965 году население деревни составляло 145 человек.
По данным 1966, 1973 и 1990 годов деревня Прокушево также входила в состав Сидоровского сельсовета Бокситогорского района. В 25 км от деревни находился Боровский лесопункт узкоколейной железной дороги Ефимовского лестрансхоза.
В 1997 году в деревне Прокушево Сидоровской волости проживали 16 человек, в 2002 году — 8 человек (все русские).
В 2007 году в деревне Прокушево Радогощинского СП было зарегистрировано 9 человек, в 2010 году — 4, в 2015 году — 2 человека.
В мае 2019 года Радогощинское сельское поселение вошло в состав Ефимовского городского поселения.

## География
Деревня расположена в северо-восточной части района на автодороге 41К-040 (Пелуши — Сидорово).
Расстояние до деревни Радогощь — 18 км.
К югу от деревни протекает река Шяймерка, к востоку — находится озеро Шидрозеро.

## Демография
| 1997 | 2002 | 2007 | 2010 | 2017 |
| ---- | ---- | ---- | ---- | ---- |
| 16   | ↘8   | ↗9   | ↘4   | ↘2   |

## Инфраструктура
На 1 января 2015 года в деревне было зарегистрировано 3 домохозяйства, в которых постоянно проживали 5 человек.
На 1 января 2016 года в деревне было зарегистрировано: домохозяйств — 2, проживающих постоянно — 2 человека.
На 1 января 2017 года в деревне было зарегистрировано: домохозяйств — 2, проживающих постоянно — 2 человека.